# Ze’ew Chajjimowicz
Ze’ew Chajjimowicz (hebr. זאב חיימוביץ, ang. Ze'ev Haimovich, ur. 7 kwietnia 1983 w Netanji) – izraelski piłkarz występujący na pozycji obrońcy w Beitarze Jerozolima, do którego trafił w 2014 roku. W reprezentacji Izraela zadebiutował w 2007 roku. Do 5 września 2013 roku rozegrał w niej jeden mecz.